# Nationalstraße 206 (China)
Die Nationalstraße 206 (chinesisch 206国道, Pinyin 206 Guódào, englisch China National Highway 206), chin. Abk. G206, ist eine 2.375 km lange, in Nord-Süd-Richtung verlaufende Fernstraße im Osten Chinas in den Provinzen Shandong, Jiangsu, Anhui, Jiangxi und Guangdong. Sie führt von der Küstenstadt Yantai über Laizhou, Linyi und Xuzhou in die Metropole Hefei. Von dort führt sie weiter über Anqing, Yingtan, Shicheng, Meizhou, Jieyang und Huizhou in die Küstenmetropole Shantou.